# Haplidia fissa
Haplidia fissa är en skalbaggsart som beskrevs av Hermann Burmeister 1855. Haplidia fissa ingår i släktet Haplidia och familjen Melolonthidae. Inga underarter finns listade i Catalogue of Life.